# Kyselina adipová
Kyselina adipová je organická sloučenina se vzorcem (CH2)4(COOH)2. Za běžných podmínek má podobu bílého krystalického prášku. Jedná se o významnou dikarboxylovou kyselinu – ročně se jí ve světě vyrobí cca 2,5 mil. tun, hlavně jako prekurzor pro výrobu nylonu. V přírodě se však kyselina adipová vyskytuje zřídka (především ve formě esterů s glycerolem jako součást tuků).

## Příprava
Dříve se kyselina adipová připravovala oxidací různých tuků. Nyní se vyrábí ze směsi cyklohexanolu a cyklohexanonu nazývané „KA olej“ (KA je zkratka z keton a alkohol). Tato směs se vícestupňově oxiduje kyselinou dusičnou na kyselinu adipovou. Nejdřív se cyklohexanol převádí na keton za vzniku kyseliny dusité:
HOC6H11 + HNO3 → OC6H10 + HNO2 + H2O
Dochází k nitrozaci cyklohexanonu, který se tak dostane do stavu vhodného pro rozštěpení vazby mezi uhlíky:
HNO2 + HNO3 → NO+NO3− + H2O
OC6H10 + NO+ → OC6H9-2-NO + H+
Mezi vedlejší produkty patří kyseliny glutarová a jantarová. Existuje také podobný proces, který vychází z cyklohexanolu získaného hydrogenací fenolu.

### Další způsoby výroby
Několik metody výroby využívá karbonylaci butadienu. Například hydrokarboxylace probíhá takto:
CH2=CHCH=CH2 + 2 CO + 2 H2O → HO2C(CH2)4CO2H
O další metodě se tvrdí, že jde o zelenou chemii, protože jediným vedlejším produktem je voda. Cyklohexen se oxiduje peroxidem vodíku pomocí wolframanového katalyzátoru a katalyzátoru fázového přenosu. Odpadním produktem je voda.

## Použití
Výrazně největší část z produkce kyseliny adipové se využívá jako monomer při výrobě nylonu polykondenzační reakcí s hexamethyldiaminem za vzniku 6,6-nylonu. I mezi další významné aplikace patří polymery: je monomerem při výrobě polyurethanu a její estery se využívají jako plastifikátory, hlavně v PVC. Dále se používá jako účinná součást tavidel pro měkké pájení.

### Lékařství
Kyselina adipová se používá do tablet s řízeným uvolňováním léčiva nezávislým na pH, a to pro slabě zásadité i slabě kyselé léčivé látky. Je také součástí polymerních potahů hydrofilních monolitických systémů pro modulaci pH uvnitř gelu, čímž se dosahuje uvolňování nultého řádu (konstantní rychlost). Kyselina adipová se využívá i do směsí, kde je cílem dosáhnout pozdního uvolnění většího množství léčiva.

### Potravinářství
Malá, avšak významná množství kyseliny adipové (označované jako E355) se používají jako přísada do potravin pro úpravy chuti a jako želírující látka.[zdroj?] Využívá se také v antacidech na bázi uhličitanu vápenatého, a to k okyselení.

## Bezpečnost
Kyselina adipová, podobně jako většina karboxylových kyselin, slabě dráždí kůži. Orální LD50 pro potkany je 3600 mg/kg.